# ǃ쿵어
ǃ쿵어(ǃKung, IPA: [ǃʊŋ])는 ǃ쿵족이 사용하는 언어로, 방언연속체를 이루는 몇 가지의 언어들을 일컫는 말이다. ǂʼ암코이어(ǂʼAmkoe, IPA: [ǂʔām̄kòè])와 함께 카어족을 이룬다. 과거에는 북코이산어(Northern Khoisan)로 불렸다.

## 명칭
ǃ쿵어가 포함된 카어족, 코이산 제어를 연구하는 학자들이 언어를 분류한 방식이 서로 다르고, 시간이 지나면서 새로운 분류체계가 등장하고 있어 같은 용어라도 다른 의미로 쓰이는 경우가 있다.
ǃ쿵어(ǃKung)라는 이름은 서로 연관되어있는 방언 각각 이름에 주로 사용하며(예:북부 ǃ쿵어, 중부 ǃ쿵어), 때로는 더 넓은 의미로 방언연속체를 구성하는 언어들 중 북부/북서부 지역의 방언들을 일컫는 말이다. 이때 대응되는 개념은 주호안어(Ju|ʼhoan)이며, 전체 중 남부/남동부의 방언을 지칭한다.
주어(Ju)라는 이름은 다양한 ǃ쿵어의 방언들을 하나의 “작은 어족”(language complex)으로 묶어서 부를 경우 주로 사용된다(예: 카어족은 주어(Ju)와 ǂʼ암코이어(ǂʼAmkoe)로 구성된다).
유전자 기반의 분석을 진행하는 분자인류학자들은 북부 ǃ쿵어를 사용하는 사람들을 세켈레(Sekele) 또는 바시켈라 ǃ쿵(Vasikela ǃKung)으로 표기하였고, 남부 ǃ쿵어, 즉 주호안어(Ju|ʼhoan)을 사용하는 사람들을 춤쿠에 산(Tsumkwe San) 혹은 ǃ쿵(ǃKung)으로 분류하였다.
ǃ쿵(ǃKung)이라는 단어 역시 다양한 형태로 표현된다. ǃ쿵(ǃKung)이 처음으로 사용된 것은 1937년이었다.
ǃ쿵(ǃKung)을 나타내기 위하여 ǃXun,
ǃXuun, ǃXʼu(u)n, ǃKu(u)n, ǃHu, ǃKhung, ǃKu, Kung, Qxü, ǃung, ǃXo, ǃXu,
Xû, ǃXû, Xun, ǃXung,
ǃXũ,
ǃXũũ, ʗhũ:
등 다양한 표기가 사용되었다. 주(Ju) 역시 Dzu, Juu, Zhu 등 다양한 형태로 표기되었다.
최근 문헌의 경우 ǃ쿵어를 표기하기 위해 ǃXun 또는 ǃXuun을 사용하는 경우가 많다.

## 사용자
다양한 ǃ쿵어들을 묶은 주어(Ju)는 흡착음을 사용하는 언어 중 코이코이어(Khoekhoe, /ˈkɔɪkɔɪ/), 산다웨어(Sandawe, IPA: [sàndàwěː])에 이어 세 번째로 많은 사용자 수를 지닌다. 총 15,000명의 사용자가 있을 것으로 추정되며, 각각 나미비아에 9,000명, 보츠와나에 2,000명, 앙골라에 1,000명, 남아공에 3,700명의 사용자가 있을 것으로 추정된다. 앙골라의 ǃ쿵어 사용자 수는 1975년의 8,000명에서 앙골라 내전을 거친 현재 크게 줄어든 상태이다. 북부 ǃ쿵어를 사용하는 사람들이 앙골라 내전을 피하기 위해 나미비아로 탈출하거나, 남아공의 남아프리카 연방군에 소속되어 남아프리카 국경 전쟁에 투입되었다. 지속되는 남아프리카 국경 전쟁이 끝난 후 이들은 남아공으로 후송되어 슈미츠드리프트, 이어 블룸폰테인에 정착하게 되었다.

## 계통

### 조어
원시 주어(Proto-Juu) 또는 원시 ǃ쿵어(Proto-ǃXuun)로 불리는 조어(祖語)가 존재한다. 이 조어에는 총 다섯 가지(치 흡착음, 치경 흡착음, 경구개 흡착음, 설측 치경 흡착음, 권설 흡착음)의 흡착음이 존재하며, 이 중 권설 흡착음은 현재 중부 ǃ쿵어에서만 찾아볼 수 있다.

### 하위계통
학자들마다 ǃ쿵어를 분류하는 방식이 다르며, 북부와 남부, 또는 북서부와 남동부 지역의 방언만 비교적 정확히 구분될 뿐, 중부지역 방언을 포함한 나머지 방언들은 명확히 구분되지 않고 있다.
ǃ쿵어의 방언들 중 대표적으로 잘 알려진 것은 춤쿠에 지역의 주호안 방언(Tsumkwe Juǀʼhoan), 서부의 에코카 ǃ쿵어(Ekoka ǃKung), 북부의 세켈레어의 일종인 ǃʼ오ǃ쿵어(ǃʼOǃKung, IPA: [ǃˀoːǃʰũ]), 고바비스 지역의 주호안 방언(ǂKxʼauǁʼein, IPA: [ǂxʼāōǁˀã̀ẽ̀])이다.
스나이맨(1997)은 ǃ쿵어를 12개 방언으로, 샌즈(2010)은 15개 방언으로 구분하였다.
헤이네와 혼켄(2010)은 ǃ쿵어를 크게 3가지로, 다시 세분화하여 11가지로 분류하였다.
헤이네와 쾨니히(2015)는 북서부 방언끼리는 어느정도 의사소통이 가능하지만, 남동부와 북서부 방언은 서로 전혀 통하지 않는다고 설명하였다.
| 대분류         | 소분류                     | 사용자가 부르는 고유이름                 | 고유이름의 뜻                   | 분포                                           |                                     |
| -------------- | -------------------------- | ---------------------------------------- | ------------------------------- | ---------------------------------------------- | ----------------------------------- |
| 북서지역 ǃ쿵어 | 북부 ǃ쿵어 (세켈레어)      | N1 말리고 (Maligo)                       | ǃxuun 또는 kúándò ǃxuun         | 쿠안두 ǃ쿵                                     | 앙골라 남동부                       |
| 북서지역 ǃ쿵어 | 북부 ǃ쿵어 (세켈레어)      | N2 ǃʼ오ǃ쿵(ǃʼOǃKung)                     | ǃʼo ǃuŋ                         | 숲 ǃ쿵                                         | 앙골라 중부 동쪽 절반               |
| 북서지역 ǃ쿵어 | 서부 ǃ쿵어 (에코카 ǃ쿵어)  | W1                                       | ǃxūún 또는 ǃʼālè ǃxòān          | 계곡 ǃ쿵                                       | 나미비아 북부 에나나 지역           |
| 북서지역 ǃ쿵어 | 서부 ǃ쿵어 (에코카 ǃ쿵어)  | W2 ǀʼ아퀘 (ǀʼAkhwe)                      | ǃxūún 또는 ǀʼākhòè ǃxòān        | 콴야마 ǃ쿵                                     | 나미비아 북부 에나나 지역           |
| 북서지역 ǃ쿵어 | 서부 ǃ쿵어 (에코카 ǃ쿵어)  | W3 친차비스 (Tsintsabis)                 | ǃxūún                           |                                                | 나미비아 북부 친차비스, 추메브 지역 |
| 북서지역 ǃ쿵어 |                            | K 카방고 ǃ쿵 (Kavango ǃXuun)             | ǃxūún 또는 dom ǃxūún, dom ǃxoan | 강 ǃ쿵                                         | 나미비아 북부 룬두의 서부지역       |
| 중부 ǃ쿵어†    |                            |                                          |                                 |                                                |                                     |
|                | C1 가웁 (Gaub)             |                                          |                                 | 나미비아 북부 추메브 지역                      |                                     |
|                | C2 네이차스 (Neitsas)      |                                          |                                 | 나미비아 북부 그루트폰테인 지역                |                                     |
| 남동부 ǃ쿵어   |                            |                                          |                                 |                                                |                                     |
|                | E1 주호안 (Juǀʼhoan)       | ju-ǀʼhoan(-si)                           |                                 | 춤쿠에, 나미비아 북부 및 보츠와나 접경지역     |                                     |
|                | E2‡ 디쿤두 (Dikundu)       | ǃxun 또는 ju-ǀʼhoa(si)                   |                                 | 나미비아 카프리비 서부 디쿤두-뭇시쿠 지역      |                                     |
|                | E3 ǂ하오ǁ아인 (ǂxʼāōǁʼàèn) | ju-ǀʼhoan(-si) 또는 ǃxun 또는 ǂxʼāōǁʼàèn | 북쪽 사람들                     | 나미비아 동부 고바비스 지역, 보츠와나 접경지역 |                                     |

† 친차비스, 류네스, 망게티 방언도 잠정적으로 포함 가능 

‡ 헤이네(2015)는 2008년까지의 방문 동안 쾰러의 1998년 연구와 마찬가지로 이 지역에서 실제로 E2를 말할 수 있는 사람을 만나지 못함
한편 귈데만(2016)은 ǃ쿵어(혹은 주어, Ju)를 한 가지의 "작은 어족"(language complex)으로 간주한 후, 4가지로 방언의 형태를 분류하였다.
| 카어족 Kx’a                               | 카어족 Kx’a                                                  | 카어족 Kx’a                                   | 카어족 Kx’a                      | 카어족 Kx’a                  | 카어족 Kx’a                  |
| ----------------------------------------- | ------------------------------------------------------------ | --------------------------------------------- | -------------------------------- | ---------------------------- | ---------------------------- |
| 주어 Ju                                   | ǂʼ암코이어§ ǂʼAmkoe                                          | ǂʼ암코이어§ ǂʼAmkoe                           |                                  |                              |                              |
| 북부 주어 North Ju                        | 북부-중부 주어 North-central Ju                              | 중부 주어 Central Ju                          | 남동부 주어 Southeast Ju         | 서부 ǂʼ암코이어 West ǂʼAmkoe | 동부 ǂʼ암코이어 East ǂʼAmkoe |
| 앙골라 ǃ쿵어 종류 Angolan ǃXuun varieties | 에코카 ǃ쿵어, 오콩고 ǃ쿵어 등 Ekoka ǃXuun, Okongo ǃXuun, etc | 그루트폰테인 ǃ쿵어 등 Grootfontein ǃXuun, etc | 주호안어 종류 Juǀʼhoan varieties | ǂHoan, Nǃaqriaxe             | Sasi                         |

§ 소멸 위기 언어

## 음운론

### 남동부 ǃ쿵어

#### 모음
|                    | 구모음(口母音) | 구모음(口母音) | 비모음(鼻母音) | 비모음(鼻母音) |
| 전설(前舌)         | 후설(後舌)     | 전설(前舌)     | 후설(後舌)     |                |
| ------------------ | -------------- | -------------- | -------------- | -------------- |
| 고모음(高母音)     | i              | u              | ĩ              | ũ              |
| 중고모음(中高母音) | e              | o              | ẽ              | õ              |
| 저모음(低母音)     | a              | a              | ã              | ã              |

/a/는 /i/ 앞에서 [ə]로 발음된다. /oa/는 [wa]로 발음될 수 있다.
주호안어는 4가지 성조와 5가지 모음 음가를 가지고 있다. 모음은 모두 비음화, 성문음화, 유성유기음화, 장/단음화가 가능하며, 이들의 조합도 가능하다. /a/와 /o/ 음가는 인두화 되거나 조찰성을 가질 수 있다. 이중모음과 모음의 조합이 모두 가능하다.

#### 자음
주호안어가 속한 ǃ쿵어들은 다른 언어에 비해 훨씬 많은 수의 자음을 가지고 있다.
흡착음을 제외한 일반 자음들의 조음 위치는 다음과 같다.
|        |                                                     | 순음 | 치경음 | 치경음 | 후치경음 /경구개음 | 연구개음 | 성문음 |
| ------ | --------------------------------------------------- | ---- | ------ | ------ | ------------------ | -------- | ------ |
| 비음   | 유성음                                              | m    | n      | n      |                    | ŋ        |        |
| 비음   | 유성유기음                                          | (mʱ) |        |        |                    |          |        |
| 비음   | 유기음                                              |      |        |        |                    |          |        |
| 파열음 | 유성음                                              | b    | d      | dz     | dʒ                 | ɡ        |        |
| 파열음 | 무기음                                              | p    | t      | ts     | tʃ                 | k        | (ʔ)    |
| 파열음 | 유기음                                              | pʰ   | tʰ     | tsʰ    | tʃʰ                | kʰ       |        |
| 파열음 | 선행 유성음이 동반된 유기음 (이중조음)              | b͡pʰ  | d͡tʰ    | d͡tsʰ   | d͡tʃʰ               | ɡ͡kʰ      |        |
| 파열음 | 방출파찰음                                          |      | tsʼ    | tsʼ    | tʃʼ                | kxʼ      |        |
| 파열음 | 선행 유성음이 동반된 방출파찰음 (이중조음)          |      | d͡tsʼ   | d͡tsʼ   | d͡tʃʼ               |          |        |
| 파열음 | 구개수화                                            |      | tᵡ     |        |                    |          |        |
| 파열음 | 선행 유성음이 동반된 구개수화 (이중조음)            |      | d͡tᵡ    | d͡tsᵡ   | d͡tʃᵡ               |          |        |
| 파열음 | 구개수화된 방출음                                   |      | tᵡʼ    |        |                    | kᵡʼ      |        |
| 파열음 | 선행 유성음이 동반되고 구개수화된 방출음 (이중조음) |      |        |        |                    | ɡ͡kᵡʼ     |        |
| 마찰음 | 유성음                                              |      | z      | z      | ʒ                  |          | ɦ      |
| 마찰음 | 무성음                                              | (f)  | s      | s      | ʃ                  | χ        |        |

파란색으로 표시된 자음들은 어느 모음과도 같이 쓰일 수 있으며, 나머지 자음들은 성문음화, 유성유기음화, 조찰성을 가지게 된 모음들과 동일한 어근 안에서 같이 쓰일 수 없다.
한 어근 안에서 특정한 자음만이 모음과 모음 사이에 존재할 수 있으며, 그 자음들은 다음과 같다.
| 순음 | 치경음 | 연구개음 | 구개수음 | 성문음 |
| β̞    | ɾ      | ɣ        |          |        |
| m    | n      | ŋ        |          |        |
|      |        | k, ŋk    | q͡χʼ      |        |
|      |        |          | χ        | ɦ      |

초록색으로 표시된 자음은 모음들 사이에서 비교적 흔하게 사용되며, 나머지는 등장하는 빈도가 높지 않다.
주호안어에는 총 48가지의 흡착음이 존재한다.
| "시끄러운" 흡착음 ("noisy" clicks) | "시끄러운" 흡착음 ("noisy" clicks) | "날카로운" 흡착음 ("sharp" clicks) | "날카로운" 흡착음 ("sharp" clicks) | series                                                     |
| ---------------------------------- | ---------------------------------- | ---------------------------------- | ---------------------------------- | ---------------------------------------------------------- |
| 치음                               | 설측 치경음                        | 치경음                             | 경구개음                           | series                                                     |
| ǀ                                  | ǁ                                  | ǃ                                  | ǂ                                  | 무기음                                                     |
| ᶢǀ                                 | ᶢǁ                                 | ᶢǃ                                 | ᶢǂ                                 | 유성음                                                     |
| ᵑǀ                                 | ᵑǁ                                 | ᵑǃ                                 | ᵑǂ                                 | 비음                                                       |
| ǀʰ                                 | ǁʰ                                 | ǃʰ                                 | ǂʰ                                 | 유기음                                                     |
| ᶢᵏǀʰ                               | ᶢᵏǁʰ                               | ᶢᵏǃʰ                               | ᶢᵏǂʰ                               | 선행 유성음이 동반된 유기음                                |
| ᵑ̊ǀʰ                                | ᵑ̊ǁʰ                                | ᵑ̊ǃʰ                                | ᵑ̊ǂʰ                                | 유기음화된 비음                                            |
| ᵑǀʱ                                | ᵑǁʱ                                | ᵑǃʱ                                | ᵑǂʱ                                | 유성유기음화된 비음                                        |
| ᵑǀˀ                                | ᵑǁˀ                                | ᵑǃˀ                                | ᵑǂˀ                                | 성문음화된 비음                                            |
| ǀᵡ                                 | ǁᵡ                                 | ǃᵡ                                 | ǂᵡ                                 | Linguo-pulmonic contour ((영어) en:Pulmonic-contour click) |
| ᶢᵏǀᵡ                               | ᶢᵏǁᵡ                               | ᶢᵏǃᵡ                               | ᶢᵏǂᵡ                               | Voiced linguo-pulmonic ((영어) en:Pulmonic-contour click)  |
| ǀᵡʼ                                | ǁᵡʼ                                | ǃᵡʼ                                | ǂᵡʼ                                | 후두개음 (조찰성을 가짐)                                   |
| ᶢᵏǀᵡʼ                              | ᶢᵏǁᵡʼ                              | ᶢᵏǃᵡʼ                              | ᶢᵏǂᵡʼ                              | 유성음화된 후두개음                                        |

파란색으로 표시된 자음들은 어느 모음과도 같이 쓰일 수 있으며, 나머지 자음들은 성문음화, 유성유기음화, 조찰성을 가지게 된 모음들과 동일한 어근 안에서 같이 쓰일 수 없다. 성문음화된 흡착음들은 비모음 전에 쓰인다.

## 문자
주호안어(남부 ǃ쿵어)만이 문어(文語)이고, 쓰여진 주호안어를 북부/중부 ǃ쿵어 사용자들은 해독할 수 없다. 주호안어의 경우 라틴 문자를 바탕으로 흡착음을 어떻게 나타내는 지에 따라 3가지의 표기법이 있다.

## 문법

### 남동부 ǃ쿵어
주호안어는 고립어로, 주어-목적어-동사(SOV)의 어순을 가진다.

## 어휘

### 남동부 ǃ쿵어
- ján ǀàm – 기본 인사말
- ǂxáí – 아침 인사
- ǁáú tzà – 저녁 인사
- gǁàán - 점심 인사
- à ján – 안부 인사
- ǁáú gè – 헤어질때 인사
- jù - 사람
- jú - 사람들 (복수형)
- gǃú, dohmsoan - 물

## 같이 보기
- ǃ쿵족